# Beijing BJ60
 (juillet 2024).
Le Beijing BJ60 est un SUV full-size produit par BAIC Motor sous la marque tout-terrain Beijing et il a fait ses débuts au Salon de l'auto de Pékin 2022.

## Aperçu
Le Beijing BJ60 est le plus grand véhicule tout-terrain jamais développé par Beijing et il est disponible en version cinq et sept places. Les premières informations publiées indiquent un groupe motopropulseur hybride de série sur toute la gamme avec un temps d'accélération de 0 à 100 km/h (0 à 62 mph) inférieur à six secondes et une autonomie maximale de 1 000 km (620 miles). La construction se compose d’une carrosserie sur châssis soutenu par une suspension indépendante avec trois différentiels verrouillables avec un système de contrôle à quatre roues motrices tout-terrain offert.

### Groupe motopropulseur
Deux moteurs essence quatre cylindres turbocompressés de 2,0 litres sont répertoriés avec une technologie hybride douce de 48 volts et tous les groupes motopropulseurs sont couplés à une transmission automatique à huit rapports. Un moteur turbo-diesel de 2,0 litres avec une technologie hybride douce de 48 volts sera également disponible.